# Колефиоре (Фрозиноне)
Колефиоре је насеље у Италији у округу Фрозиноне, региону Лацио.
Према процени из 2011. у насељу је живело 48 становника. Насеље се налази на надморској висини од 101 м.